# Tridentea parvipuncta
Tridentea parvipuncta är en oleanderväxtart. Tridentea parvipuncta ingår i släktet Tridentea och familjen oleanderväxter.

## Underarter
Arten delas in i följande underarter:
- T. p. parvipuncta
- T. p. truncata